# Широкое-Пёстрое
Широкое-Пёстрое (каз. Широкое-Пёстрое) — озеро (болото) в Кызылжарском районе Северо-Казахстанской области Казахстана. Находится в пойме реки Ишим в 3 км к северо-западу от города Петропавловска.
По данным топографической съёмки 1940-х годов, площадь поверхности озера составляет 2,22 км². Наибольшая длина озера — 3 км, наибольшая ширина — 1,3 км. Длина береговой линии составляет 8,4 км, развитие береговой линии — 1,58. Озеро расположено на высоте 93,5 м над уровнем моря.